# Dęby Szlacheckie
Dęby Szlacheckie is een plaats in het Poolse district  Kolski, woiwodschap Groot-Polen. De plaats maakt deel uit van de gemeente Osiek Mały en telt 730 inwoners.